# Moscow mule
Il Moscow mule è un long drink riconosciuto ufficialmente dall'IBA.

## Storia
Esistono due versioni sulla nascita del drink. La più accreditata ne individua l'origine nel 1941 al bar del Chatham Hotel di New York, per merito degli imprenditori John G. Martin e Rudolph Kunett, titolari della G.F. Heublein Brothers (distributore negli Stati Uniti della vodka Smirnoff), e Jack Morgan, proprietario del Cock’n’Bull Restaurant di Hollywood, in Sunset Boulevard (che stava cercando di lanciare il ginger beer a marchio Cock’n’Bull). I tre stavano attraversando un momento di difficoltà nel vendere i propri prodotti, sicché ebbero l'idea di provare a combinarli con l'aggiunta di abbondante ghiaccio e succo di lime o limone. La bevanda che ne risultò gli piacque, in particolare per la nota asprigna dell'agrume.
Una seconda versione, diffusa nel 2007 da un articolo di Eric Felten pubblicato sul Wall Street Journal, attribuisce la paternità del drink a Wes Price, bartender del Cock’n’Bull, che avrebbe così trovato un modo per svuotare i magazzini del bar da un surplus di vodka e ginger beer. Il primo cliente ad assaggiarlo sarebbe stato l'attore Broderick Crawford.
Quanto al nome, inizialmente il cocktail fu conosciuto come Vodka Buck, poiché facente parte della famiglia dei Buck Cocktail, ossia quei drink a base di ginger ale o ginger beer. Il cambio di denominazione, secondo alcune fonti, si deve al commento di uno dei creatori, che bevendone le prime sorsate avrebbe commentato che la bevanda in gola «scalciava come un mulo». La versione più accreditata invece vuole che gli inventori si accordarono con un'imprenditrice che aveva da smaltire un intero magazzino pieno di oggetti di rame, in particolare uno stock di coppe (mug) da 5 once con inciso sopra un asinello: la distribuzione combinata degli ingredienti con la coppa metallica avrebbe quindi dato origine al nome definitivo.
Il successo del cocktail "decollò" negli anni cinquanta in tutti gli Stati Uniti, cooperando in modo decisivo a diffondere anche il consumo di vodka Smirnoff, la quale proseguì nel tempo a commercializzare le mug di rame con l'asinello, divenute il recipiente "standard" per il consumo del Moscow Mule.

## Composizione

### Ingredienti
- 4,5 cl vodka
- 12 cl ginger beer
- 1 cl succo di lime fresco

### Preparazione
Versare vodka e ginger beer nel bicchiere highball, aggiungere il succo di lime e guarnire con una fetta di lime.
Viene anche preparato e servito in un bicchiere di rame, miscelando tutti gli ingredienti direttamente nel bicchiere con ghiaccio e guarnendo con una fetta di lime e zenzero. In mancanza del boccale di rame si può utilizzare un bicchiere tumbler alto.

## Varianti
Esiste una variante del drink, il Gin Gin Mule o London Mule, preparato sostituendo la vodka con il gin.

## Cultura di massa
Moscow mule è il titolo dell'ottavo episodio della prima stagione della serie TV Orange Is the New Black, puntata dedicata alla detenuta russa Galina "Red" Reznikov. Pure il quarto episodio della prima stagione di The Great (serie incentrata su Caterina II di Russia) porta il nome del cocktail. Inoltre è il titolo di una canzone del 2018 del duo modenese Benji & Fede.

È inoltre il titolo di una canzone dell'artista portoricano Bad Bunny.
È citato nel ritornello de La canzone dell'estate, del cantante Ruggero de I Timidi